# Слободан Баїч
Слободан «Пая» Баїч (серб. Слободан Бајић / Slobodan Bajić; 26 червня 1916, Бановці — 16 липня 1943; дорога Тузла — Зворник) — югославський партизан (серб за національністю), учасник Народно-визвольної війни Югославії, Народний герой Югославії. Один з організаторів партизанського руху у Сремі під час війни, перший політрук 1-ї воєводинської пролетарської ударної бригади та Головного штабу НОАЮ у Воєводині.
Ще студентом філософського факультету Белградського університету, Баїч став діячем революційного руху і у 1938 році вступив до Комуністичної партії Югославії. Того ж року його заарештували за незаконну політичну діяльність і засудили до 4 років в'язниці. Слободан відбував покарання у Сремській Митровиці. Після окупації Югославії нацистами та їхніми сателітами він організував втечу з в'язниці: у ніч з 21 на 22 серпня 1941 року група комуністів втекла з в'язниці до Сремська Митровиця та вибралася на Фрушка Гору.
Пізніше Баїч видавав газету «Фрушкогорський партизан» і став членом Фрушкогорского партизанського загону. Він обіймав посаду політрука 1-ї роти загону, а з початку літа 1942 року став політруком всього загону. Успішно вів бої у Сремі та Східній Боснії. У квітні 1943 року став політруком 1-ї воєводинської бригади. На початку липня 1943 року він зустрівся з Йосипом Брозом Тіто, а пізніше був призначений політруком Головного штабу НВАЮ у Воєводині. На шляху до Срема, де він мав обійняти цю посаду, Баїч вступив у бій з німцями та загинув на дорозі Тузла — Зворник у Калесії.
5 липня 1952 року йому посмертно надано звання Народного героя Югославії.

## Біографія

### Ранні роки

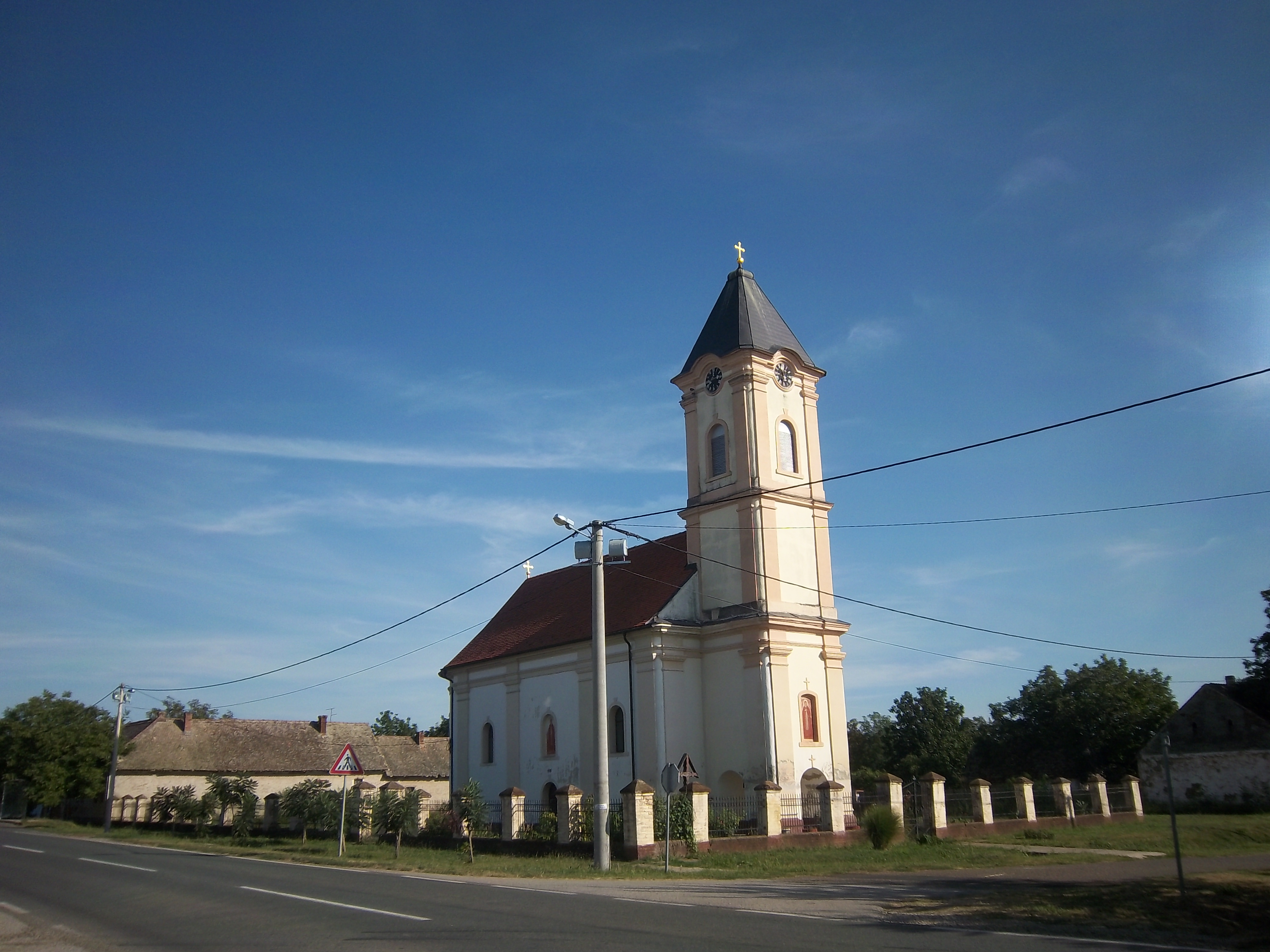
Церква Святої Параскеви у Банівцях, поряд з якою знаходився будинок, де народився Слободан Баїч.

Народився 26 червня 1916 року у Шидськи-Бановцях. Це село знаходилося на території Королівства Угорщина у складі Австро-Угорщини, до війни була у складі Шидського зрізу Королівства Югославії, за яким й отримала свою назву. Нині вона знаходиться на території Республіки Хорватія у громаді Ніємці. Батько Слободана — Божидар (Божа) Баїч, уродженець сремського села Нові-Карловці (біля Інджії), був настоятелем сербського православного храму Святої Параскеви у Шидськи-Бановцях. Мати — Тіяна Стоя, уродженка Рівно-Села (біля Вербаса). Загалом у сім'ї було троє дітей: у Слободана були ще молодші брати Борислав (Бата) та Мілан.
У домі Божидара Байіча було багато книг, тож Слободан рано навчився читати та писати. Після його вступу до першого класу школи сім'я поїхала в Печинці, де батько Божа отримав нове призначення. Слободан був відмінником, і багато хто очікував, що після закінчення початкової школи він піде по стопах батька і вивчатиме богослов'я. Проте Слободан, закінчивши у 1927 році школу, вступив до Карловацької гімназії у Сремські Карловцях. Сімейну традицію продовжив молодший брат Борислав, який став священником.
Під час навчання у гімназії Слободан проживав в інтернаті для дітей священників. Весь вільний час він присвячував читанню, захоплювався шахами та математикою. Після закінчення гімназії він вирішив вивчати математику.

### Навчання
У 1935 році Байич вступив на філософський факультет Белградського університету та зацікавився ідеологією марксизму. Він почав читати праці Карла Маркса, Фрідріха Енгельса, Володимира Леніна, а потім вступив у революційний студентський рух. Невдовзі він став одним із головних активістів руху, а у 1938 році був прийнятий до Комуністичної партії Югославії.
Канікули 1938 року Слободан, відомий серед студентів на прізвисько «Пая», провів на батьківщині свого батька у Нові Карловцях, у свого діда. Там у нього було досить багато двоюрідних братів, а одним із найближчих друзів був Владо Баїч, якого Слободан називав «Братом». У Белграді Слободан мав багато друзів й однодумців з Воєводини, найбільш відомим з яких був студент медичного факультету Павле «Шиля» Пап, один з лідерів революційного руху. Слободан був учасником Молодіжного масового руху, культурно-економічної організації воєводинської молоді, а 3 квітня 1938 року він організував зустріч у Сремські Карловцях у будинку відомого письменника та громадського діяча Васи Стаїча. На зустрічі були присутні 200 молодих людей, зокрема 80 студентів. Про масову легальну діяльність та нелегальне становище комуністів на зустрічі говорив Павле Пап.

### Арешт і в'язниця
Політична активність Слободана Баїча в університеті стала приводом для ретельного спостереження поліції. На початку травня 1938 року поліція впровадила до групи воєводинських студентів свого агента та викрила партійний пункт на технічному факультеті Белградського університету, де зберігалося багато партійної літератури й іншого матеріалу. Під час наступної облави 20 студентів технічного, сільськогосподарсько-лісового, філософського, юридичного й інших факультетів заарештували. 12 травня 1938 року був заарештований і Слободан.
Після арешту Слободана відправили до в'язниці «Головняча», де його постійно катували та били. Після допиту його відправили до в'язниці на Аді Циганлії. У листопаді 1938 року 21 студент постав перед Державним судом із захисту держави. Серед підсудних були Слободан Баїч, Пуніша Перович, Мілінко Кушич, Міро Попара, Ріфат Бурджевич, Велько Машанович, Любомир Цвєткович, Валерія Карійо-Пап (дружина Павла Папа) й інші. Пая засудили за співпрацю з комуністичною організацією та ведення комуністичної пропаганди та засудили до 5 років позбавлення волі.
Ув'язнення Баїч відбував у в'язниці у Сремській Митровиці. У той час, коли його відправили до місць позбавлення волі, у в'язниці вже було чимало політв'язнів-комуністів. В одному з відділень в'язниці — «молодіжному відсіку» — були Йован Веселінов, Станко «Велько» Паунович, Спасої «Бачо» Стеїч, Бані Андреєв, Йован Трайкович, Маріян Стилінович, Петко Мілетич і багато інших. Комуністи, щоб з користю провести час у в'язниці, постійно проводили зустрічі, спільно вивчали теорію марксизму та філософію. З метою захисту своїх прав вони влаштовували страйки та голодування. У в'язниці був так званий тюремний комітет КПЮ, який очолював Паунович і якому навіть вдавалося підтримувати зв'язок з керівництвом партії на волі.
У вересні 1939 року почалася Друга світова війна, і комуністи, побоюючись швидкого вторгнення у країну окупаційних сил, тоді почали копати тунель для втечі з в'язниці. Він вів із «молодіжного відсіку» під стінами в'язниці на волю. Але коли тунель був готовий, почалася Квітнева війна, яка завершилася поразкою Королівської югославської армії, поділом країни та становленням режиму усташів у маріонетковій Хорватії. План втечі провалився, а усташі відправили політв'язнів до іншого відділення в'язниці.
Комуністи зробили нову спробу втечі, побоюючись, що усташі їх уб'ють. У тій частині в'язниці, де були Баїч і товариші, був невеликий тунель, який вів до системи водопостачання та теплообміну. Комуністи прорили підкоп, викопавши тунель довжиною 14 метрів поряд зі стіною. Домовившись із партійною організацією Сремської Митровиці про взаємодопомогу, у ніч із 21 на 22 серпня ув'язнені втекли з в'язниці. 32 людини зустрілися з представниками Спілки комуністичної молоді Югославії: Бошко «Пінкі» Палковлевичем, Станком Веселіновим і Марко «Каменяром» Перичиним.

### Війна

#### 1941 рік
22 серпня 1941 року Слободан Баїч прибув на Фрушку Гору до партизанського табору, розташованого між Грацом і Танцошем. Там ув'язнені відпочили, до них приєдналися Сіма Реліч та Джордже Нікшич. Після розбиття табору група розділилася на два загони. Загін комуністів-утікачів на чолі зі Станко Пауновичем вирушив до Сербії, до Црвені Чота, і вступив у перший бій проти загону жандармерії Незалежної держави Хорватії. Одна людина була вбита, інші втекли. Наступного дня сталося ще кілька боїв, а група стала табором біля Хайдуцького пагорба. Чисельність цього загону зросла до 60 осіб, а під час боїв вони захопили безліч трофейної зброї. З усієї партизанської групи 9 вересня 1941 року був утворений Фрушкогорський партизанський загін. Протягом вересня партизани встановили зв'язок з Верховним штабом і ЦК КПЮ, які покликали партизанів-утікачів на територію Ужицької республіки, яка з'явилася після звільнення частини Західної Сербії.
Інший загін залишився на території Срема та зайнявся організацією місцевого руху опору, який допомагав партизанам Срема та Воєводини. Серед найактивніших учасників руху, крім Баїча та Пауновича, були Йован Веселінов та Йован Трайкович. Восени окупаційні сили провели низку операцій проти партизанів, і Сремський окружний комітет наказав партизанам повернутися до сіл. Бійці отримали завдання провести пропаганду серед сільських мешканців і схилити їх на бік партизанів, щоб успішно провести виступ навесні 1942 року. Пая призначили редактором газети «Фрушкогорський партизан» (сербохорв. Фрушкогорски партизан / Fruškogorski partizan), перший випуск якої вийшов у вересні. У листопаді він бився у селі Шулям на схилі Фрушки Гори, випустивши другий номер, а також організовував партійну організацію й утворював партизанські роти у селах. Баїч заробив повагу серед селян й отримав прізвисько «політик Паю». Крім політичної діяльності, він також брав участь у боях. У січні 1942 року у Бешеново вийшов третій й останній випуск газети.

#### 1942 рік

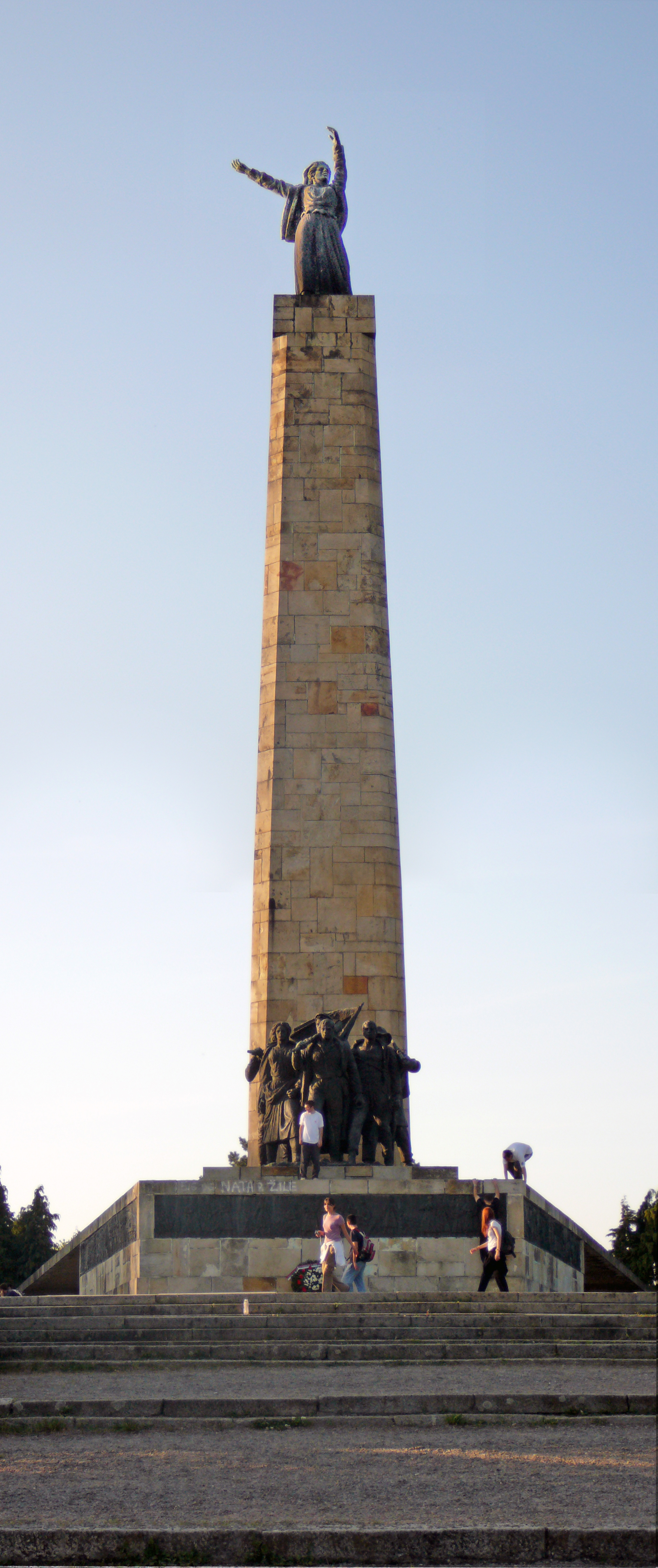
Пам'ятник «Слобода» на Ірішкі Вінці, відкритий у 1951 році на згадку про партизан Срема та Воєводини

Навесні 1942 року партизани з гори Фрушки почали йти з сіл і вчиняти акції проти окупантів. У ніч проти 6 березня 1942 року вони атакували ворожі позиції у Шулямі, потім нападу зазнала станція жандармерії у Бешенові. Наприкінці березня на горі Фрушці зібралися бійці Фрушкогорського та Подунайського партизанських загонів, а 22 березня відбулася їхня реорганізація з поділом загонів на дві роти. Баїч був призначений політруком 1-ї роти Фрушкогорського партизанського загону, командиром якої став Марко Перічін. У середині квітня німецькі частини спробували зайняти гору, але загін вибрався з кільця оточення. Влітку 1942 року у Среме вже майже всі села підтримували партизанський рух. Наприкінці червня Фрушкогорський загін збільшився на 350 осіб, а Подунайський — на 150 осіб. На півдні Срема з'явився Посавський партизанський загін, а у лісах Босутських утворилася Босутська ударна рота. Чергова реорганізація загону призвела до його поділу на п'ять рот, і Пая став політруком загону (командиром став Гойко Дудаш).
Влітку 1942 року на Фрушкогорському загоні була «битва за врожай» — партизани за допомогою селян підпалювали весь урожай, який мали зібрати представники німецької адміністрації. Частина зібраного врожаю ховалася на партизанських базах, щоб той не дістався німцям. Також партизани організували кілька диверсій на залізниці між Белградом і Загребом. Протягом літа партизани звільнили більшу частину Срема від німецьких окупантів. Наприкінці серпня 1942 року, однак, німці покликали на допомогу Хорватське домобранство та загони усташів, після чого провели велику операцію у Сремі та на горі Фрушці. У ході боїв 26 серпня загинув командир загону Гойко Дудаш, також було поранено командира Штаба Сремських партизанських загонів Джордже Марковича та політрука Штаба Станка Пауновича. На деякий час після загибелі Дудаша Баїч прийняв командування загоном і вивів його до лісів Босутських. Крізь кільце оточення пробилися багато цивільних жителів.
Загін пізніше вів бої у Східній Боснії та знову повернувся до Срема. У вересні 1942 року був утворений 3-й Сремський партизанський загін із трьох батальйонів, 1-й батальйон був сформований із бійців Фрушкогорського загону. Марко Перічін став командиром батальйону, Слободан Баїч — політруком. Відразу після реорганізації партизанських частин батальйони продовжили боротьбу та до кінця 1942 року відбили 40 сіл і провели 1200 диверсій й операцій з саботажу. На початку жовтня у Срем прибули два батальйони 6-ї східнобоснійської бригади, поповнені новими бійцями. Штаб 3-го Сремського загону наказав, щоб більша частина сремських партизанів перейшла через Саву до Східної Боснії, де були кращі умови для боротьби.
На початку листопада близько 1500 партизанів 6-ї східнобоснійської бригади та 3-го Сремського загону пішли до Семберії та на Маєвицю. Після заняття села Трнова 11 листопада вони розпочали бій з Югославськими військами на батьківщині під командуванням Драгослава Рачича, а потім з устасько-домобранськими частинами. Після цих боїв окупанти провели ще одну операцію для очищення Майовиці від партизанів. Боснійські та сремські партизани ухилилися від бою і 29 листопада біля села Малешевці розбили близько 1200 четників. Проти партизанів був спрямований ще один удар, але вони пішли у Бирач, де залишалися до кінця січня 1943 року.

#### 1943 рік
Поки основна частина сремських партизанів боролася у Боснії, у Нові-Карлівцях у грудні 1942 року відбулася партійна нарада, на якій Верховному штабу НОАЮ було запропоновано утворити воєводинську бригаду. 11 квітня 1943 року ця пропозиція була реалізована у вигляді 1-ї воєводинської бригади, створеної у селі Брджани на Маєвиці. Командиром і політруком були призначені, відповідно, Марко Перічін і Слободан Баїч. Наприкінці квітня було створено 2-у воєводинську бригаду, а у червні — 3-ю воєводинську. 1-а воєводинська почала вести бої на дорозі Брчко — Тузла, а потім на околицях Бієліна проти устасько-домобранських військ. Один батальйон захопив 200 полонених домобранців. Під час наступу на Бірач бригада вела запеклі бої та в ніч проти 12 червня здійснила марш-кидок завдовжки 50 кілометрів і звільнила Сребреницю. Наприкінці червня бригада сприяла Головній оперативній групі НОАЮ у битві за Власеницю.
Після утворення 1-ї та 2-ї воєводинських бригад до Східної Боснії прибули Ачим Грулович та Срета Савич, члени Оперативного штабу НОАЮ Воєводини, з 1100 добровольцями зі Срема. Протягом місяця вони вводили до складу партизанських загонів у Східній Боснії добровольців із Воєводини. До складу Оперативного штабу був включений Баїч як політрук. Після битви на Сутєску 1 липня 1943 року у Кладані члени Оперативного штабу зустрілися з Верховним головнокомандувачем Йосипом Брозом Тіто та повідомили про військово-політичну ситуацію у Воєводіні.
Наступного дня, 2 липня, Верховний штаб оголосив про утворення 16-ї воєводинської дивізії та перетворення Оперативного штабу Воєводини у Головний штаб НОАЮ у Воєводіні. Начальником штабу призначили Ачима Груловича, політруком — Слободана Паїча. Після зустрічі з Тіто Баїч вирушив назад у розташування 1-ї воєводинської бригади, яка вела на той час бої за Звірник. Трохи пізніше було утворено 16-у воєводинську бригаду, яка отримала наказ перевести близько 1000 поранених бійців на Майовицю. З дивізією вирушив і Пая, який мав переправитися через Саву та повернутися до Срема.
На шляху до Маєвиці партизани опинилися на дорозі Звірник — Тузла, захищеної від нападу окупаційних військ. У ніч проти 17 липня партизани біля Калесії спробували пробити блокаду, і почалася битва з німецькими частинами. У ході битви Слободан Баїч отримав важке осколкове поранення у живіт від розриву гранати та помер на місці. Уламками тієї ж гранати був поранений Бранко «Брилет» Мілорадович, кур'єр штабу бригади та приятель Пая. Пай був похований партизанами на місці своєї загибелі.

## Пам'ять
- Указом Президії Народної скупщини ФНРЮ від 5 липня 1952 року Слободану Баїчу посмертно надали звання Народного героя Югославії[12].
- У 1959 році на відкритті меморіалу у Сремській-Митровиці відбулося перепоховання останків Слободана Баїча з Калесії у братській могилі з іншими партизанами Срема — Народними героями Югославії. Серед перепохованих були Янко Чмелік, Бошко Палковлевич та Станко Паунович[13].
- На згадку про Слободана Баїча кілька шкіл назвали його ім'ям: у 1958 році — початкова школа у Шидських Бановицях[14], але після війни у Хорватії у 1995 році цю назву прибрали, і у сусідньому селі Ілача школа отримала подібне ім'я[15]. З 1958 року також ім'я Баїча названа школа у Сремській-Митровиці[16][17].
- У 1959 році ім'ям Слободана Баїча отримала початкова школа у Печинцях, де колись навчався Баїч. У 1969 році було відкрито нову будівлю для цієї школи, її відділення відкрилися у селах Брестач, Попинці, Прхово, Сібач і Суботіште[18][19]. У 1960 році ще одна початкова школа у Нових-Карлівцях, де народився батько Слободана та де часто бував сам Пая, отримала ім'я Слободана Баїча[20].
- Ім'я Пая носила початкова школа у Калесії: недалеко від цього міста загинув Баїч у 1943 році[21]. Під час Боснійської війни 4 березня 1993 року школа змінила назву на «Калесія»[22].
- Ім'я Слободана Баїча носять студентський будинок у Новому Саді[23], вулиці у Бачці-Паланці, Земуні, Новому Саді, Печінцях, Сомборі, Сремська-Кам'яниці та Шулямі[24].
- 4 липня 1969 року у Шидських-Банівцях перед будівлею початкової школи було відкрито бюст Слободана Паїча, автор скульптури — Ваня Радауш. На церемонії відкриття були присутні Йован Веселінов (він відкривав бюст), Стеван Доронський, Пашко Ромац, Йосип Цазі та Йосип Хрнчевич[14].
- У 1973 році у парку студентського будинку в Новому Саді було відкрито ще один бюст Баїча, автор роботи — Павле Радованович[sr][25][26]. Пам'ятний бюст встановлений у Сремська Митровиці перед школою імені Баїча[27].
- Ім'ям Баїча назвали народну бібліотеку у сербському місті Рума, яка нині носить ім'я Атанасія Стойковича[28][29].